# التنوير في البوذية
إن مصطلح التنوير (بالانجليزية: Enlightenment) هو الترجمة الغربية لاسم «بوذي»، ويعني المعرفة أو الحكمة أو الفكر اليقظ. يعني جذر كلمة بوذا «الصحوة» ومعناه الحرفي قريب من اليقظة. على الرغم من أن مصطلح بوذي يُستخدم أيضًا في الفلسفات والتقاليد الهندية الأخرى، إلا أن استخدامه الأكثر شيوعًا هو في سياق البوذية. اكتسب مصطلح التنوير شعبية في العالم الغربي من خلال ترجمات ماكس مولر في القرن التاسع عشر، وله دلالة مميزة للتبصر العام للحقيقة السامية أو الواقع.
يُستخدم هذا المصطلح أيضًا لترجمة العديد من المصطلحات والمفاهيم البوذية الأخرى، والتي تُستخدم للدلالة على البصيرة الأولية (بالسنسكريتية: براجنا/بالصينية: وو، الوعي/ باليابانية: كينشو، ساتوري/بفلسفة الفيدايا: المعرفة /بالبوذية: نيرفانا) للمشاعر والرغبات المُقلقة وما تلا ذلك من حرية أو انعتاق (موكشا)؛ وبلوغ البوذية العليا (سامياك سام بودا) مثلما الأمر مع غوتاما بودا.
إن السبب الرئيسي لتشكيل صحوة بوذا غير معروف تمامًا. وربما ينطوي على معرفة بأن التحرر قد تحقق عن طريق الجمع بين التركيز الذهني والذيانا، وهو ما ينطبق على فهم نشوء الرغبة وإكباتها. تُعد العلاقة بين الذيانا والبصيرة مشكلة أساسية في دراسة البوذية، إذ تُعتبر إحدى أساسيات الممارسة البوذية.
في العالم الغربي، اتخذ مفهوم التنوير (الروحانية) معنى رومانسي. وقد أصبح مرادفًا لمصطلحات مثل إدراك الذات أو الذات الحقيقية والوهمية إذ يُعتبر مفهومًا جوهريًا منطوي تحت التكيف الاجتماعي.

## الترجمة
يُلاحظ روبرت كوهين أن غالبية الكتب الإنجليزية عن البوذية تستخدم مصطلح «التنوير» لترجمة مصطلح بوذي. يعني مصطلح بوذا، الذي اشتُقت منه كلمتي بوذي و بودي، «الصحوة» أو «استعادة الضمير». ويلاحظ كوهين أيضًا أن معنى مصطلح «بوذي» ليس نتيجة لمذهب إشراقي، بل نتيجة لعملية الإدراك أو الفهم. يُعتبر مصطلح «التنوير» موجهًا نحو حالة أو حدث معين، في حين أن مصطلح «الصحوة» موجهًا نحو أفعال وعمليات محددة. يتضمن الاستخدام الغربي لمصطلح «التنوير» جذورًا مسيحية، مثلما جاء في كتاب كالفين «إن الله وحده هو الذي يستنير عقولنا لندرك حقيقته».
في أوائل القرن التاسع عشر، تُرجمت كلمة بودي على أنها «ذكاء». استُخدم مصطلح «تنوير» لأول مرة عام 1835 في ترجمة إنجليزية لمقال فرنسي، في حين كان أول استخدام مُسجَّل للمصطلح (في قاموس أوكسفورد الإنجليزي) لصحيفة جورنال أوف ذا أسيتيك سوسايتي أوف بينغال (فبراير عام 1836). في عام 1857، استخدمت صحيفة ذا تايمز مصطلح «المستنير» لوصف بوذا في مقال قصير أعيد طبعه في العام التالي من قِبَل ماكس مولر. بعد ذلك، تراجع استخدام المصطلح، لكنه عاد للظهور مع نشر كتاب ملاحظات من بحث ألماني لماكس مولر، والذي تضمن إعادة طباعة لمقال الصحيفة الأصلي. وقد تُرجم الكتاب عام 1969 إلى الألمانية باستخدام مصطلح «der Erleuchtete – دير إيرلوشتيتيه». يؤمن ماكس مولر بالفلسفة الخالدة والدين الفطري، وهو يرى الدين طاقة متأصلة عند البشر. اعتُبر «التنوير» وسيلة للتمسك بالحقائق الدينية الطبيعية والتي تميزت عن أن تكون مجرد أساطير.
بحلول منتصف عام 1870، أصبح من الشائع تسمية بوذا بـ «المستنير»، ومع حلول نهاية ثمانينات القرن التاسع عشر، هيمن مصطلحا «المستنير» و «التنوير» على كتابات الأدب الإنجليزي.

## المفهوم الغربي لمصطلح التنوير
في العالم الغربي، اتخذ مفهوم التنوير (الروحانية) معنى رومانسي. وقد أصبح مرادفًا لمصطلحات مثل إدراك الذات أو الذات الحقيقية والوهمية إذ يُعتبر مفهومًا جوهريًا منطوي تحت التكيف الاجتماعي.

### مصطلح التنوير باعتباره «عصر وحركة تنويرية»
يستند استخدام كلمة التنوير الغربية إلى التشابه المفترض بين مصطلحي بودي و أوفكلارونغ،  ويعني الاستخدام المستقل للعقل بهدف الحصول على رؤية متعمقة للطبيعة الحقيقية للعالم الذي نعيش فيه. وفي الواقع، يميل المصطلح إلى التشابه مع مصطلح الرومانسية أكثر منه مع مصطلح التنوير: التركيز على الشعور والبصيرة البديهية والجوهر الحقيقي المنطوي وراء عالم المظاهر.

### الصحوة
استُخدم مصطلح «الصحوة» في سياق مسيحي، وهو «الصحوة الكبرى»، وهي عدة فترات من الإحياء الديني في تاريخ الدين الولايات المتحدة. يحدد المؤرخون واللاهوتيون ثلاث أو أربع موجات من الحماس الديني المتزايد التي حدثت بين أوائل القرن الثامن عشر وأواخر القرن التاسع عشر. تميزت كل واحدة من هذه «الصحوات الكبرى» بإحياء واسع النطاق بقيادة الوزراء الإنجيليين البروتستانت، وزيادة ملحوظة بالاهتمام بالدين، والشعور العميق بالقناعة والخلاص من جانب المتضررين وزيادة في عضوية الكنيسة الإنجيلية بالإضافة إلى تشكيل حركات وطوائف دينية جديدة.

### الرومانسية والفلسفة المتعالية
انتشرت الفكرة الرومانسية للتنوير باعتبارها نظرة ثاقبة إلى واقع خالد، وخاصة من قِبل  دي سوزوكي. ويعزى المزيد من انتشارها أيضًا إلى كتابات هينريتش دومولين. يرى دومولين الميتافيزيقيا على أنها تعبير عن حقيقة سامية، وهو ما عبرت عنه بوذية ماهايانا، وليس عن التحليل العملي لأقدم مذهب بوذي الذي يؤكد على فلسفة الأناتا. ومن الممكن التعرف على هذه الرؤية الرمانسية أيضًا من خلال أعمال كين ويلبر.
في البوذية القديمة، يكون من الصعب على التحقق من هذه الرؤية الجوهرية. ووفقًا للنقاد، فإنها لا تساهم حقيقة في تكوين رؤية حقيقية للبوذية:
... معظمهم يعملون في ظل الممارسات القديمة التي تحدد بأن التحليل النفسي البوذي يعني الكشف عن الأسرار الخفية داخل عقل الإنسان ومن ثم تيسير تطور حالة سامية من الوعي بعيدة عن متناول التعبير اللغوي.
التنوير والتجربة
من المراجع الشائعة في الثقافة الغربية هو مفهوم «خبرة التنوير». يمكن تتبع هذه الفكرة إلى ويليام جيمس، الذي استخدم مصطلح «الخبرة الدينية» في كتابه عام 1902 تحت عنوان أصناف الخبرة الدينية. يتتبع واين برودفوت جذور فكرة «الخبرة الدينية» إلى أبعد من ذلك ليصل إلى عالم اللاهوت الألماني فريدريك شليرماخر (1768-1834)، الذي زعم أن الدين يستند إلى شعور لا نهائي. استخدم شليرماخر مفهوم «الخبرة الدينية» للدفاع عن الدين ضد النقد العلمي والعلماني المتزايد.
توسَّع نطاق استخدام المفهوم على يد أتباع الفلسفة المتعالية ثم وصل إلى آسيا عن طريق المبشرين. تطور مفهوم الفلسفة المتعالية كرد فعل ضد عقلانية القرن الثامن عشر وفلسفة جون لوك في الحسّ وفرض الكالفينية لإنجلترا الجديدة. وجميعها تُعد في الأساس مجموعة متنوعة من المصادر المختلفة مثل نصوص فيدا والأبانيشاد والبهاغافاد غيتا الهندوسية، ومصادر أخرى من الأديان المختلفة إلى جانب المثالية الألمانية.
تبنى هذا المصطلح العديد من علماء الدين، ومن أشدهم تأثرًا ويليام جيمس.
انتُقد مفهوم «الخبرة» إذ يُشير روبرت شارف إلى أن مصطلح «الخبرة» في الأساس غربي نموذجي، وهو وجد طريقه إلى التدين الآسيوي من خلال التأثيرات الغربية.
يقدم مصطلح «الخبرة» مفهومًا زائفًا للازدواجية بين «المُختَبِر» و«المُختَبَر»، في حين أن جوهر فلسفة كينشو هو تحقيق «اللاثنائية» بين المُراقِب والمُراقَب. إن «الخبرة الخالصة» غير موجودة؛ إذ أن الخبرات جميعها يتوسطها نشاط معرفي وفكري. قد تحدد التعاليم والممارسات الخاصة بنشاط معين ما هي «الخبرة» التي يمتلكها الفرد، ما يعني أن هذه «الخبرة» ليست دليلًا على تلقي الفرد للتعاليم، بل هي نتيجة لذلك. "يتم التوصل إلى وعي خالص خالي من أية مفاهيم عن طريق «تطهير الإدراك»، بحسب ما قاله الشاعر الرومانسي وليم بليك، ووفقًا للعلم القائم على جلد الإنسان، الذي من شأنه أن يكون مجرد فوضى عارمة من المدخلات الحسية غير المتماسكة.